# Pedro Delgado

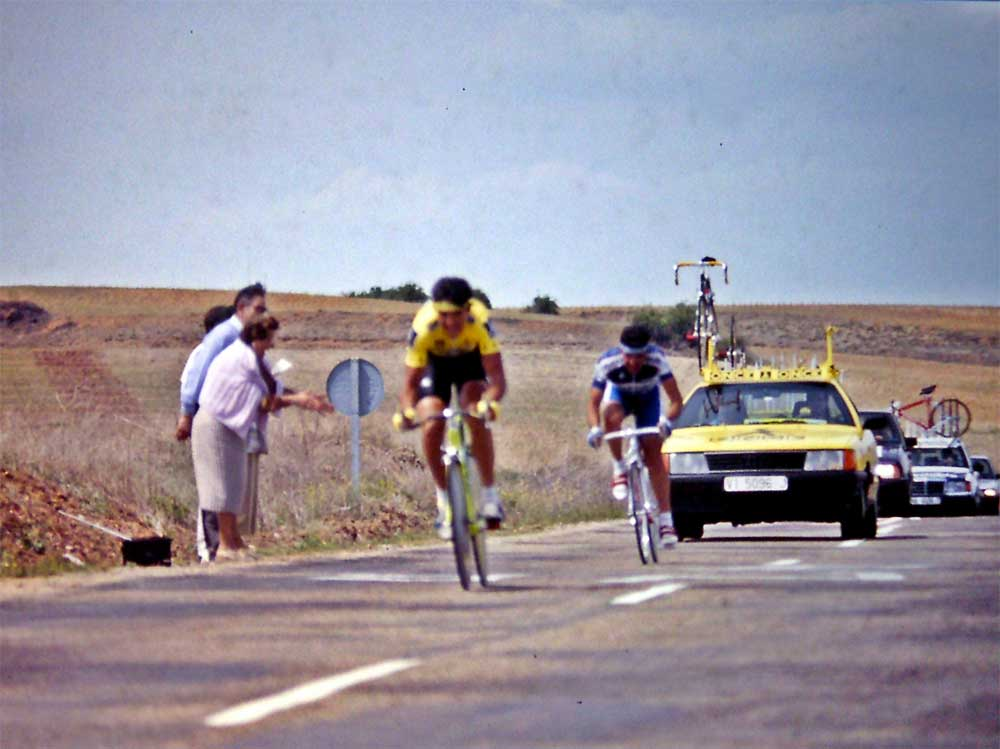
Pedro Delgado passeert een concurrent in een tijdrit in de Ronde van Spanje 1989, die hij dat jaar zou winnen

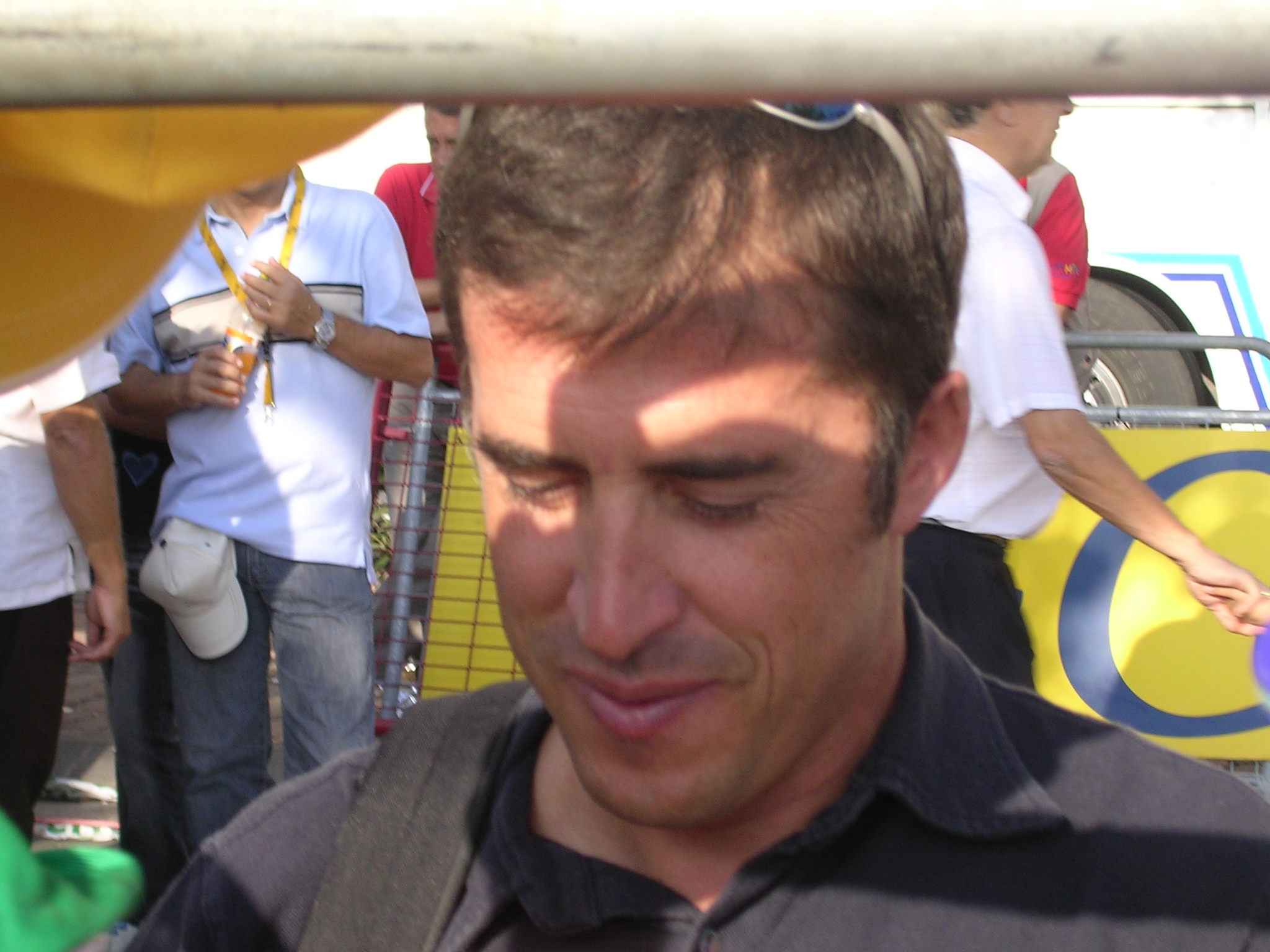
Pedro Delgado als commentator in de Ronde van Spanje 2004

Pedro Delgado Robledo (Segovia, 15 april 1960) is een voormalig Spaans wielrenner.

## Carrière
Delgado, bijgenaamd Périco en El Conquistador (De veroveraar), werd prof in 1982. Hij kon goed klimmen maar was ook een uitmuntend daler en kon bovendien behoorlijk tijdrijden, wat hem tot een geschikte ronderenner maakte. Zijn eerste grote succes behaalde hij in 1985, toen hij de Ronde van Spanje won. De volgende jaren legde hij zich toe op de Ronde van Frankrijk. In 1986 moest hij nog opgeven wegens familieomstandigheden (het overlijden van zijn moeder), maar in de Tour van 1987 werd hij tweede op slechts veertig seconden van winnaar Stephen Roche. Hij reed toen in dienst van de Nederlandse PDM-formatie van ploegleider Jan Gisbers en op een racefiets van het Nederlandse merk Concorde. In 1988 wist hij de Tour uiteindelijk te winnen. Die zege was overigens niet onomstreden: Delgado was betrapt op het gebruik van probenicide, een middel dat anabolen zou kunnen maskeren, maar werd niet geschorst omdat het middel wel op de dopinglijst van het IOC stond, maar niet op die van de UCI.
In de Tour van 1989 was Delgado opnieuw favoriet, temeer daar hij eerder dat jaar voor de tweede keer de Ronde van Spanje had gewonnen. Hij kwam echter te laat aan de start van de proloog en verloor veel tijd in de ploegentijdrit. Hierdoor startte hij bij de eerste grote tijdrit als een van de eerste renners en was hij de enige van de klassementsrenners die zijn tijdrit in droog weer kon rijden. Zijn tijd werd alleen door de latere Tourwinnaar Greg LeMond verbeterd en Delgado stond weer in de top van het klassement. In de bergen was hij steeds van voren. Tot aan de laatste tijdrit zou Delgado eerste in het algemeen klassement hebben gestaan als de verloren tijd door het te laat komen bij de proloog niet zou meetellen. Hij eindigde als derde in het eindklassement. De jaren daarop zou Delgado nog vier keer in de top 10 van de Tour eindigen. De meeste van die Tours reed hij echter als knecht van zijn jongere ploegmaat Miguel Indurain. Het maakte hem enorm populair bij het Spaanse publiek.
Delgado stopte in 1994 met fietsen. Tegenwoordig is hij commentator bij de Spaanse televisie en nationaal ambassadeur voor Unicef.

## Erelijst
1982
- Zaragossa-Sabinanigo
- 4e etappe Ronde van Cantabrië
- 2e Clasica Santander
- 3e Clásica San Sebastián

1983
- 2e etappe Ronde van Aragon
- Eindklassement Ronde van Aragon
- 3e etappe Ronde van Vallées Minières
- 2e Subida al Naranco

1985
- 6e etappe Ronde van Spanje
- Eindklassement Ronde van Spanje
- 17e etappe Ronde van Frankrijk
- Challenge El Ciclista National
- 2e Clasica Zizurkil
- 3e Ronde van Murcia

1986
- 12e etappe Ronde van Frankrijk
- 2e Subida al Naranco

1987
- 19e etappe Ronde van Frankrijk
- Challenge El Ciclista National

1988
- 13e etappe Ronde van Frankrijk
- Eindklassement Ronde van Frankrijk
- GP Naquera
- GP Navarra
- 2e Mémorial Manuel Galera

1989
- 12e, 15e en 20e etappe Ronde van Spanje
- Eindklassement Ronde van Spanje
- GP Naquera
- 2e Catalaanse Week
- 2e Ronde van Catalonië
- 2e Clásica de Alcobendas
- 3e Mémorial Manuel Galera
- 3e Polynormande
- 4e Luik-Bastenaken-Luik

1990
- Clásica de Alcobendas
- GP Navarra
- 2e etappe Catalaanse Week
- 2e Ronde van Spanje
- 4e Ronde van Frankrijk

1991
- 5e etappe Ronde van Burgos
- Eindklassement Ronde van Burgos
- Subida a Urkiola
- Clásica a los Puertos de Guadarrama
- 2e Ronde van Catalonië
- 2e Clásica San Sebastián

1992
- 14e etappe Ronde van Spanje
- 2e Subida a Urkiola
- 3e Ronde van Spanje
- 5e Waalse Pijl

1993
- 5e etappe Catalaanse Week
- Eindklassement Catalaanse Week
- 2e Klasika Primavera
- 3e Ronde van Asturië

1994
- 2e Ronde van Asturië
- 2e Subida al Naranco
- 2e Mémorial Manuel Galera
- 3e Ronde van Spanje
- 3e Ronde van Catalonië

## Resultaten in voornaamste wedstrijden
| Jaar | Ronde van Italië | Ronde van Frankrijk | Ronde van Spanje |
| ---- | ---------------- | ------------------- | ---------------- |
| 1982 |                  |                     | 29e              |
| 1983 |                  | 15e                 | 15e              |
| 1984 |                  | opgave              | 4e               |
| 1985 |                  | 6e (1)              | ↑ (1)            |
| 1986 |                  | opgave (1)          | 10e              |
| 1987 |                  | ↑ (1)               | 4e               |
| 1988 | 7e               | ↑ (1)               |                  |
| 1989 |                  | ↑                   | ↑ (3)            |
| 1990 |                  | 4e                  | ↑                |
| 1991 | 15e              | 9e                  |                  |
| 1992 |                  | 6e                  | ↑ (1)            |
| 1993 |                  | 9e                  | 6e               |
| 1994 |                  |                     | ↑                |

| Jaar | Milaan-San Remo | Amstel Gold Race | Luik-Bast.‑Luik | Ronde van Lombardije | Waalse Pijl | Clásica San Sebastián |  | WK op de weg |  | Wereldranglijsten |
| ---- | --------------- | ---------------- | --------------- | -------------------- | ----------- | --------------------- |  | ------------ |  | ----------------- |
| 1982 |                 |                  |                 |                      |             | ↑                     |  |              |  |                   |
| 1983 |                 |                  |                 |                      |             | 4e                    |  |              |  |                   |
| 1984 |                 |                  |                 | 26e                  |             |                       |  |              |  |                   |
| 1985 |                 |                  |                 |                      |             |                       |  | 25e          |  | 11e (SPP)         |
| 1986 |                 |                  |                 |                      | 20e         |                       |  |              |  |                   |
| 1987 | 26e             |                  | 59e             |                      | 30e         | 24e                   |  |              |  | 11e (SPP)         |
| 1988 | 72e             |                  | 33e             |                      | 8e          | 22e                   |  |              |  |                   |
| 1989 |                 |                  | 4e              |                      | 38e         | 80e                   |  | 20e          |  | 46e (UWB)         |
| 1990 | 53e             | 44e              | 26e             |                      | 23e         | 73e                   |  | 20e          |  |                   |
| 1991 |                 | 118e             | 37e             |                      | 49e         | ↑                     |  | 35e          |  |                   |
| 1992 | 58e             |                  | 22e             |                      | 5e          | 18e                   |  | 30e          |  |                   |
| 1993 | 61e             |                  |                 |                      |             | 26e                   |  |              |  |                   |
| 1994 |                 |                  |                 |                      |             |                       |  |              |  |                   |